# جوخاء
جوخة أو جوخاء منطقة عراقية في أسفل تلول الرفيفات، بجنوب قضاء السلمان بمحافظة المثنى بصحراء الحجرة بالبادية العراقية جنوب العراق، أرضها خَبْرة تحفظ ماء المطر مستقراً بها شهرين، كانت منهل ماء ومحطة مهمة، في طريق الحج من واسط بالعراق وذكرها حاجي خليفة في كتابه (جهان نما)، وقال الحموي في معجمه "جوخاء: بالخاء المعجمة، والمد، يقال تجوخت البئر إذا انهارت، وبئر جوخاء منهارة، وجاخ السيل الوادي اقتلع أجرافه…وهو موضع بالبادية بين عين صيد وزبالة في ديار بني عجل كان يسلكه حاج واسط". وذكر الويس موسيل أن مَوردَي الماء تكيد وأنصاب كانا في شرق جوخة في طريق الحج من البصرة خلال أبي غار ثم لينة.
قال علي الكوراني وعبد الهادي الربيعي في كتابهما (سلسلة القبائل العربية في العراق) "2- مواطن بني عجل: سكنت هذه القبيلة وسائر بطون بكر بن وائل في شرق الجزيرة العربية وشمالها الشرقي من البحرين واليمامة إلى الكوفة والحيرة ومن منازلهم: ذو الأراكة...وجوخاء:موضع بالبادية بين عين الصيد وزبالة تقع في طريق الحاج من واسط"،